# Bradysia bilobata
Bradysia bilobata är en tvåvingeart som beskrevs av Werner Mohrig och Kozanek 1992. Bradysia bilobata ingår i släktet Bradysia och familjen sorgmyggor.
Artens utbredningsområde är Nordkorea. Inga underarter finns listade i Catalogue of Life.